# René Giffey
Pour les articles homonymes, voir Giffey.
René Henri Giffey, né le 8 mars 1884 à Montmartre (Paris) et mort le 1er septembre 1965 à Arcachon (Gironde), est un dessinateur français, caricaturiste, illustrateur de livres et de magazines et auteur de bandes dessinées. Il fut dans ces domaines un artiste prolifique de la première moitié du XXe siècle, auteur d'une œuvre importante en plus de cinquante ans de carrière. 

## Biographie
Formé à l'École nationale supérieure des arts décoratifs et à l'École nationale supérieure des beaux-arts de Paris, résidant rue Turgot, il commença sa carrière comme illustrateur de revues pour la jeunesse (Saint Nicolas et L'Écolier illustré) et de livres scolaires de la maison d'édition Delagrave en 1904. Dès 1908, il commença à travailler pour Arthème Fayard tout en présentant des spectacles d'ombres chinoises dans des cafés de Montmartre. Mobilisé en 1914, il participa à la campagne d'Italie en 1917 et collabora au journal des tranchées Face aux Boches. Il sera l'une des innombrables victimes des gaz de combat. Après-guerre, il se lança un moment dans la restauration de peintures d'églises avant de commencer sa longue collaboration avec la maison Offenstadt (devenue par la suite la Société parisienne d'édition ou SPE). Ses dessins apparurent ainsi dans les magazines Fillette, Cri-Cri, L'Épatant, Le Petit Illustré, L'As, Hardi! et Junior.
Sa carrière d'auteur de bande dessinée débuta avec la publication de L'Espiègle Lili - en collaboration avec Jo Valle et succédant à André Vallet - en 1921-1923  dans le magazine Fillette  et se poursuivra avec Ninette et Cloclo, M. Dupont, Détective, Nigaude et Malicette. Au fil des ans, son style fin, fluide et dynamique s'affirme - en particulier son type de personnages féminins, « Pin-ups avant la lettre », qui devient très caractéristique. C'est à cette époque d'ailleurs qu'il débuta aussi son travail d'illustrateur d'ouvrages érotiques fétichistes, notamment pour le roman Éducatrice de Joan Spanking publié chez la Librairie Générale et L'Almanach de l'Humour. Ce genre - dont il fut le « pendant français » de John Willie - deviendra étonnamment un des aspects majeurs de son œuvre, avec l'illustration d'ouvrages scolaires et de littérature d'enfance et de jeunesse.
Dans les années 1930-1940 parurent Les Frôle-la-Mort (dans Boum), Jean Lion le Spahi (L'As) ou encore Les Assiégés de Médine (Junior). À partir de 1941, il travailla pour Del Duca (Éditions Mondiales ) - dont il produisit les collections principales - tout en contribuant à des collections de poche comme L'Aventure, L'Audacieux, Hurrah !, etc.
Après guerre, il commença une série de bandes dessinées inspirées de grandes figures du roman populaire pour Fillette : Le Capitaine Fracasse, Les Compagnons de Jéhu, Cinq-Mars et bien d'autres. Il continue à collaborer à de nombreux hebdomadaires (Robin l'Écureuil en 1946). En 1948, il quitte définitivement Paris pour s'installer à Arcachon (Gironde). Il cosigna avec Maurice Limat - un autre forcené du travail - la bande dessinée Buffalo Bill dans les années 1950. Travailleur boulimique, il collaborait en même temps avec une dizaine d'autres maisons plus ou moins importantes (dont Casterman) tandis que sa signature apparaissait aussi dans France-Soir. À la manière de Balzac, mort d'épuisement, il mourut foudroyé par une crise cardiaque en 1965. Il est inhumé dans le cimetière d'Arcachon (carré 19).
Par l'importance de son œuvre iconographique et sa renommée dans la presse et l'édition populaires, Giffey peut, quoique dans un autre style et un autre répertoire, être considéré comme le successeur d'Albert Robida et le précurseur de Brantonne, l'illustrateur de la science-fiction. Quant à son itinéraire professionnel, entre illustration et bande dessinée, il n'est pas sans préfigurer ceux d'Hergé ou d'Edgar P. Jacobs.[réf. nécessaire]

## Œuvres
- Illustration d'ouvrages scolaires
  - Mon premier livre d'Histoire de France par L. Brossolette & M. Ozouf, cours élémentaire 1re année, éd. Delagrave, (1937) ;
  - Histoire de France - Cours moyen classes de 7e et 8e des Lycées et Collèges, M. Ozouf et L. Leterrier, Librairie classique Eugène Bellin ;
  - L'Épopée française par Georges d'Esparbès, dessins et aquarelles de René Giffey, éd. Delagrave, ?? (1920 pour la quatrième édition)[note 1].
- Illustration d'ouvrages érotiques
  - Cuir et Peau, Alan Mac Clyde, Librairie Générale, 1934, réédition chez Déesse en 1977[7].
  - Éducatrice ou la belle vengeance de Lord Howard, Joan Spanking id. 1934 [8].
- Illustration d'autres ouvrages :
  - Don Quichotte, Miguel Cervantes y Saavedra, Delagrave, 1907
  - Les Aventures de Monsieur Pickwick, Charles Dickens, Delagrave, 1924, rééd. 1948
  - Les Aventures du Baron de Münchhausen, Delagrave, 1932
  - " Les aventures de Jean Cocasse ", illustrations de René Giffey, Librairie Delagrave, Paris, 1932
  - Le Capitaine Fracasse Théophile Gautier, Delagrave, 1933
  - Le Roman du Mont Saint-Michel, Sevestre & Le Goffic, Delagrave, 1935
  - Les Aventures de Tom Sawyer, Mark Twain, Delagrave, 1936
  - Le Tour du Monde d'un Gamin de Paris, Éditions Paul Duval, 1936
  - Le Grand Serpent de Mer, Hans Christian Andersen, Delagrave, 1936[9]
  - Le Dernier des Mohicans, Fenimore Cooper, Delagrave, 1937
  - La Belle au Bois Dormant, Charles Perrault, Delagrave, 1938
  - Contes choisis, E. Grimm Éditions, Paul Duval, 1943
  - Eugénie Foa, Le petit Robinson de Paris, illustrations de René Giffey, Éditions Paul Duval Elbeuf - Paris, 1939
  - Le Tueur de daims, Fenimore Cooper Delagrave, 1952

- Revues et magazines
  - Fillette des éditions Hoffenstadt créée en 1909, concurrente de Suzette[10]
  - Le Régiment, devenu Parisiana
  - Série La petite Shirley, d'après un comic américain de L. Dartey, fin des années 1930
  - Mondial Aventures (bandes dessinées) SPE n°3 Le Capitaine Fracasse, 1954
- Bandes dessinées
  - Les Aventuriers du Ciel d'après la série de René-Marcel de Nizerolles parue dans L'Intrépide en 1955, réédition aux Éditions Antarès en 1988 puis réédition à tirage limité chez APEX - collection BEDEPHILIA en 1998
  - Une ténébreuse affaire (d'après Honoré de Balzac), Glénat, 1977
  - Cinq-Mars (d'après Alfred de Vigny), réédité en 1997[11]
  - Surcouf roi des corsaires, Haga, 1978[12]
  - Les Compagnons de Jéhu[13] (d'après Alexandre Dumas[14])
  - Dédé Loupiot contre les Boches, Éditions Michel Deligne, 1981
  - série Une aventure de Buffalo Bill, Futuropolis
- Varia
  - Catalogue de la Manufacture française d'Armes et Cycles de Saint-Étienne